# .338 Winchester Magnum
.338 Winchester Magnum — патрон центрального воспламенения калибра 8,6 мм, представленный компанией Winchester Repeating Arms Company в 1958 году. Конструкция основана на ослабленном и укороченном боеприпасе .375 Н&Н Magnum. Предназначен для охоты на крупных животных. В настоящее время считается одним из самых популярных охотничьих боеприпасов под обозначением Magnum в Северной Америке и в мире.

## Спецификация

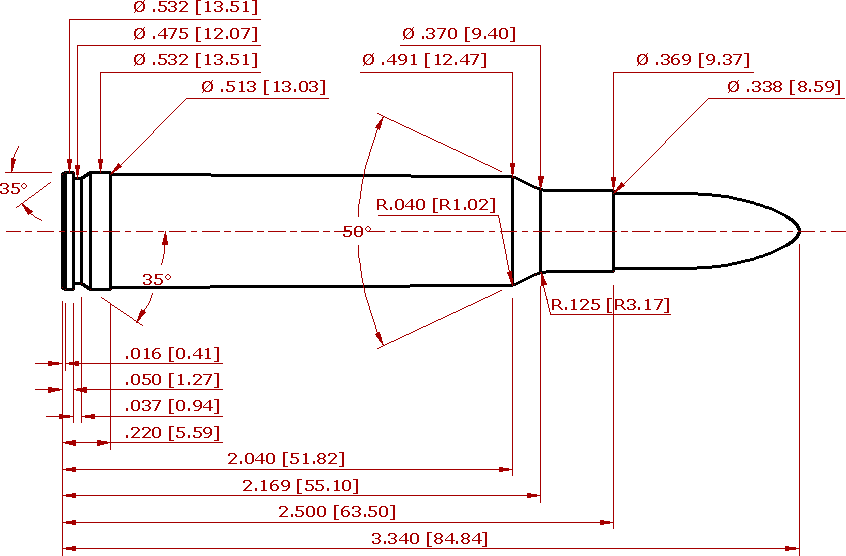
.338 Winchester Magnum SAAMI cartridge dimensions — все размерности в дюймах (мм)

Является типичным охотничьим боеприпасом. Объём гильзы 5,58 см³., конструкция гильзы повторяет патроны .257 Weatherby Magnum, .270 Weatherby Magnum и 7 mm Weatherby Magnum. Спецификация стандарта регулируется европейской комиссией Commission Internationale Permanente pour l’Epreuve des Armes à Feu Portatives (CIP) и американским институтом Sporting Arms and Ammunition Manufacturers' Institute (SAAMI).